# L'Adoration des mages (Léonard de Vinci)
Pour les articles homonymes, voir L'Adoration des mages (homonymie).
L’Adoration des mages est un tableau inachevé de Léonard de Vinci. Il est exposé à la galerie des Offices de Florence.
Il mesure 243 × 246 cm et il est constitué de dix planches encollées à la verticale, renforcées par deux traverses de bois.

## Éléments historiques
Léonard de Vinci reçoit en 1480, des moines du couvent de San Donato à Scopeto, la commande d’une Adoration des mages. C’est sa première grande commande, et tout laisse à croire qu’il l’obtient par l’intermédiaire de son père, ser Piero da Vinci, qui était leur notaire depuis 1476.
Les archives d’État de Florence conservent le contrat très précis qui lie les deux parties. Le tableau doit être livré en 24 mois ou au maximum en 30 mois. 
En outre, le peintre doit fournir la somme de 150 florins pour la dot de la fille d’un certain Salvestro di Giovanni. Couleurs, or et autres dépenses sont à sa charge. Si ces conditions sont remplies, il recevra 300 florins et le tiers d’un terrain situé dans le val d’Elsa. 
On ignore les raisons exactes pour lesquelles le tableau n’est pas terminé, mais en 1482, Léonard quitte Florence pour Milan, le laissant inachevé. 
En 1496, les moines doivent se résoudre à commander une nouvelle Adoration à Filippino Lippi, qui reprend d’ailleurs en partie le mouvement de la composition de Léonard (on peut la voir de nos jours à la galerie des Offices Florence).

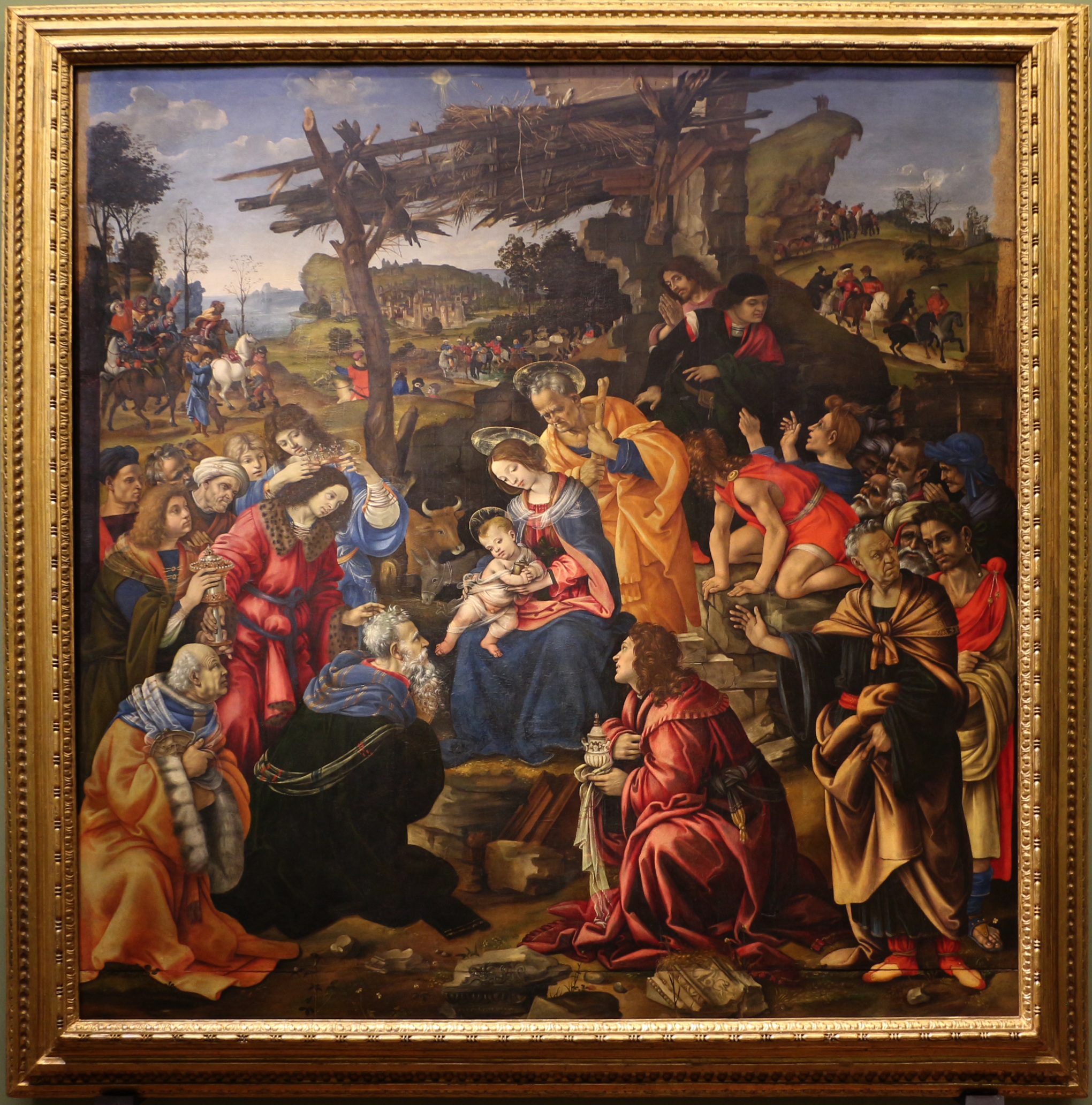
l'Adoration de Filippino Lippi

Controverse au sujet de certaines parties de la toile non peinte par Léonard découverte faite par Seracini.

## Composition
La Vierge est adossée au rocher (et non assise sur un trône comme d’ordinaire). Elle reçoit d’un des mages (inspiré d’une fresque de Gentile da Fabriano, à Santa Trinita de Florence) un présent, sans doute l’encens puisque (selon l’interprétation de Frank Zöllner) Joseph, identifié au personnage accroupi derrière elle, tiendrait dans sa main droite une coupe d’offrande contenant l’autre cadeau : l’or. Les trois mages, Balthasar, Melchior et Gaspar se prosternent devant la Vierge et l’Enfant Jésus. Deux arbres barrent le centre du tableau et délimitent le passage entre le premier plan et le fond où deux éléments ont toujours attiré l’attention : l’escalier et la cavalcade de chevaux. L’escalier a été interprété soit comme une ruine, celle du Palais du Roi David, considéré comme le précurseur du Christ dans l’Ancien Testament, soit au contraire comme un édifice en construction afin d’apercevoir la comète annonçant la Naissance du Christ (à ce moment-là, le tableau ferait coexister deux moments éloignés dans le temps l'un de l'autre).

## Analyse
Daniel Arasse voit dans le tableau de Léonard une réponse à L'Adoration des mages de Botticelli où la Vierge est déjà figurée au centre de la composition. Mais Léonard aurait abaissé le groupe de la Vierge et des Rois mages, pour donner un rôle majeur au fond, en particulier à la bataille entre Cavaliers, symbole de la  bestializza piazza , « folie très bestiale, qui, dans le combat, assimile l’homme à la bête ». Ce combat a donné lieu à d’autres interprétations : pour Charles Sterling, il évoquerait l’inimité entre les trois mages venus de pays différents. Pour Andrea Natali, il signifierait la défaite de l’ignorance, du mal et de la violence, selon la doctrine augustinienne des moines de San Donato.
Jusque-là, l’usage était de traiter le sujet en peignant un long cortège qui cheminait jusqu’à l’étable où venait de naître l’Enfant Jésus. Léonard rompt avec ces canons en plaçant son Adoration des mages au milieu d’un théâtre à ciel ouvert, mais où le mouvement de la composition nous ramène toujours vers le centre du tableau, avec la Vierge et les Rois mages. Marcel Brion a décrit le tableau comme « l’apothéose du mouvement ».
La force d’expression des personnages est remarquable. Léonard met en application ce qu’il écrivait dans le Trattatto della Pittura qu’il projetait d’écrire : « Les mains et les bras dans toutes les opérations doivent révéler, autant que possible, l’intention du personnage, car l’esprit frappé ainsi d’une affection, recourt à eux pour traduire de ses mains ce qui l’occupe ».
Le tableau préfigure des futurs thèmes de Léonard : les chevaux annoncent La Bataille d'Anghiari, la Vierge annonce La Vierge aux rochers, et le personnage levant l’index vers le ciel contre le plus grand des deux arbres (un laurier ?) annonce le Saint Jean-Baptiste et le Bacchus du Louvre.
Dante Alighieri serait reconnaissable parmi les personnages de droite. On[Qui ?] a parfois aussi identifié l'astronome Paolo Toscanelli parmi la foule.

## Postérité
Vasari aurait aperçu le tableau chez Amerigo Benci (le couvent de San Donato, lui, fut détruit en 1529 au moment du siège de Florence par les Impériaux). On le trouve dans la villa médicéenne de Castello avant 1794, date où il rentre définitivement à la galerie des Offices.
La composition exerça une vive impression sur Raphaël si l’on en croit Vasari, Kenneth Clark y voit son influence dans les personnages penchés et agenouillés de la Dispute qui orne les murs de la Chambre des Signatures au Vatican.
Les différentes nuances suggérées par le vernis ont frappé les imaginations au fil des siècles, au point d’y voir un élément annonciateur de la peinture de Rembrandt. Pourtant, en 2002, une expertise menée par Maurizio Seracini (spécialiste de la réflectographie infrarouge), révéla que si le dessin original était bien de Léonard, la peinture et le vernis avaient été rajoutés bien après sa mort par un peintre anonyme (hormis quelques traits de pinceau sur la tête de l’enfant Jésus, et quelques autres sur la tête d’un des Rois mages, de la main même du maître).
Le tableau a fait l'objet d'une restauration achevée fin mars 2017 après cinq ans et demi de travaux.
Le tableau est longuement montré en ouverture du dernier film du cinéaste russe Andreï Tarkovski, Le Sacrifice, tandis qu'est joué le segment « Erbarme dich » de la Passion selon saint Matthieu de Jean-Sébastien Bach (avec Julia Hamari au chant et Otto Büchner au violon).

## Détails du tableau

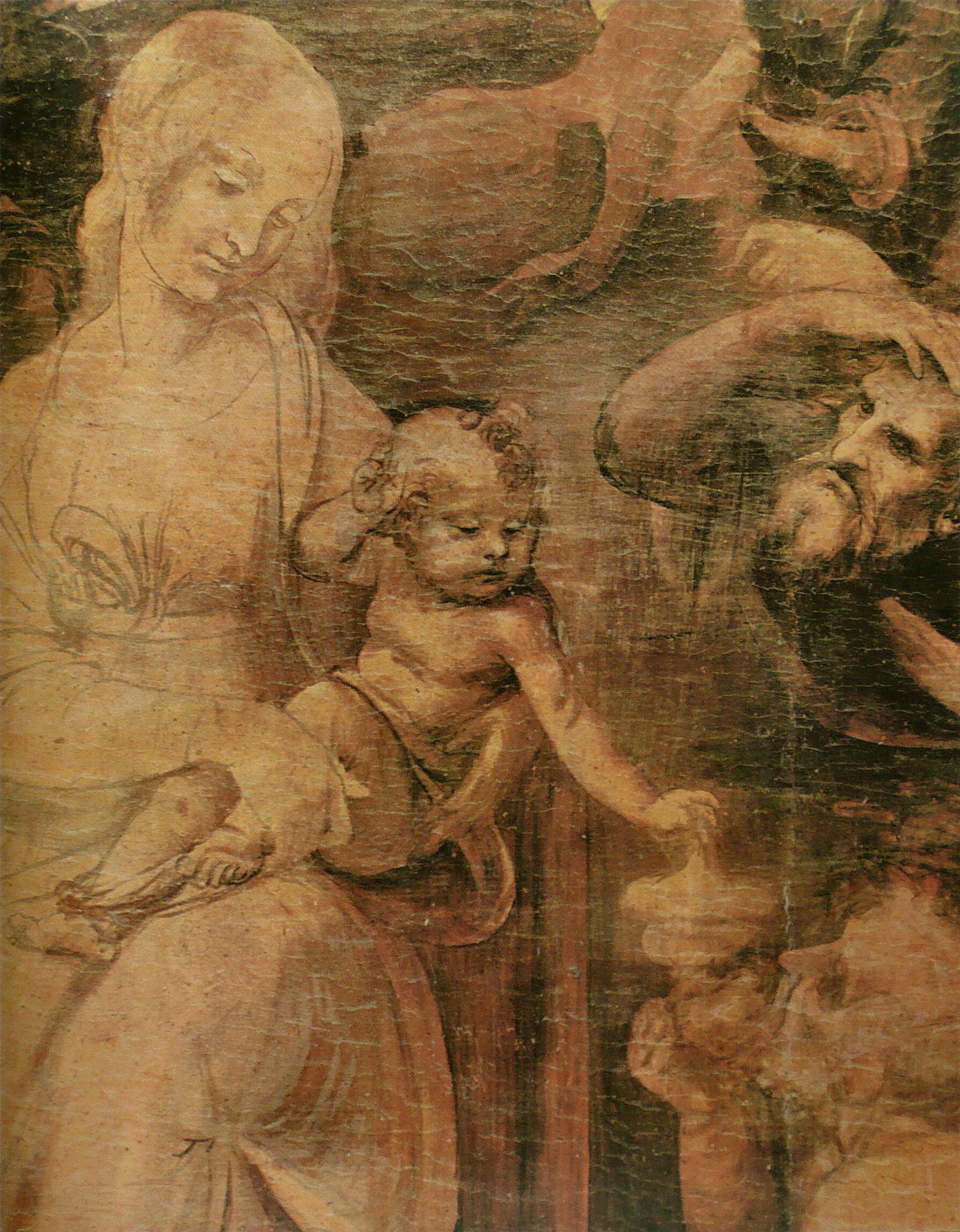
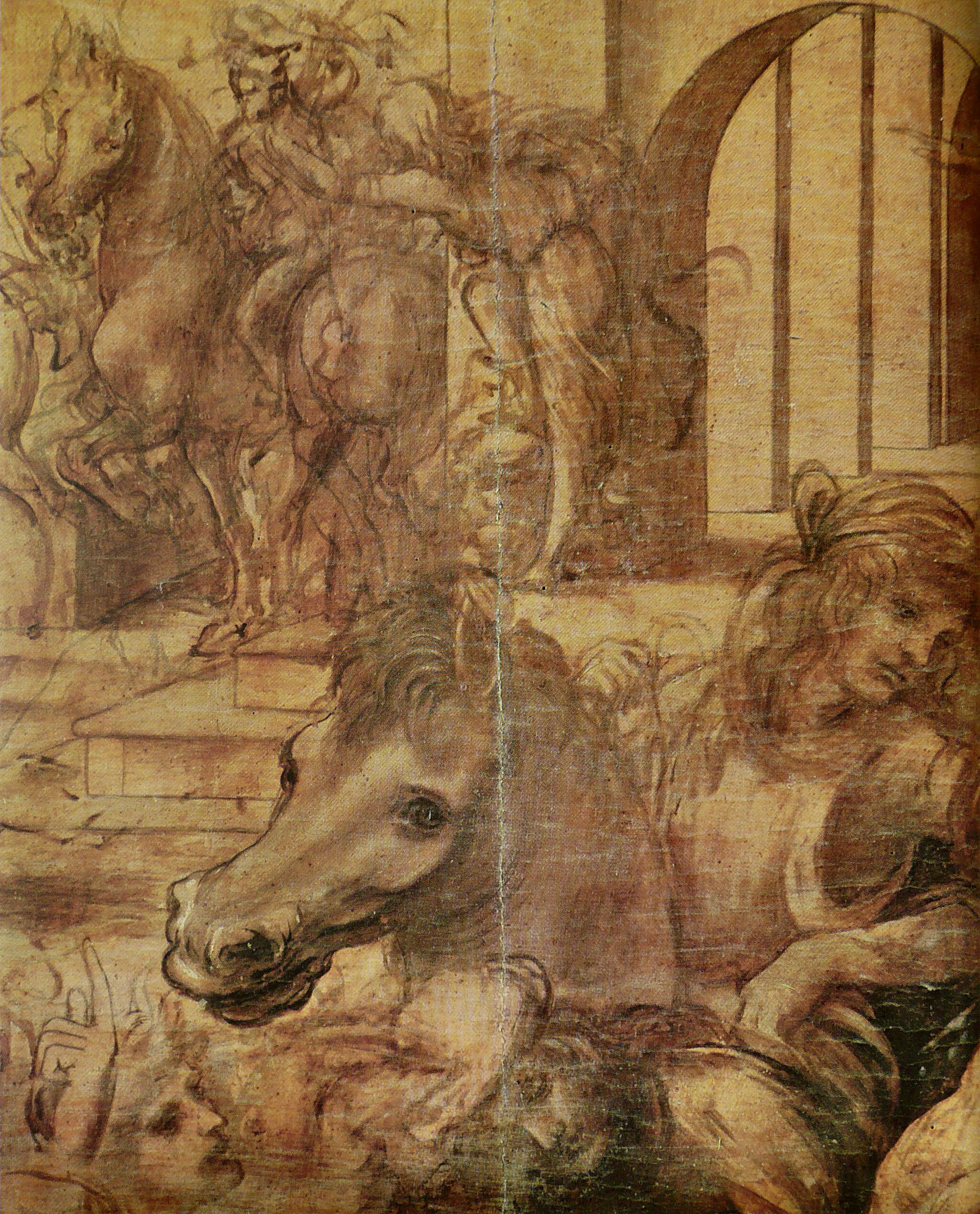
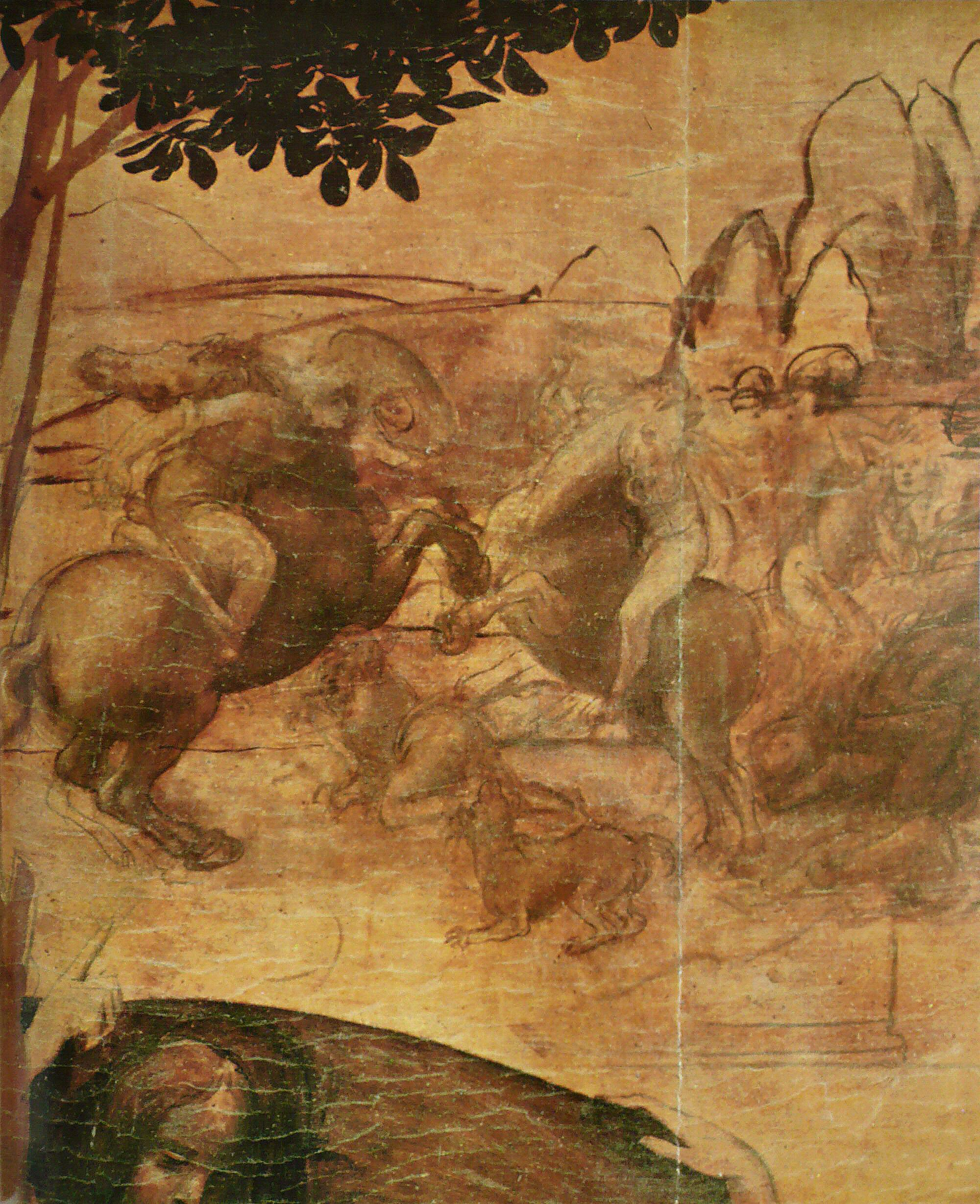
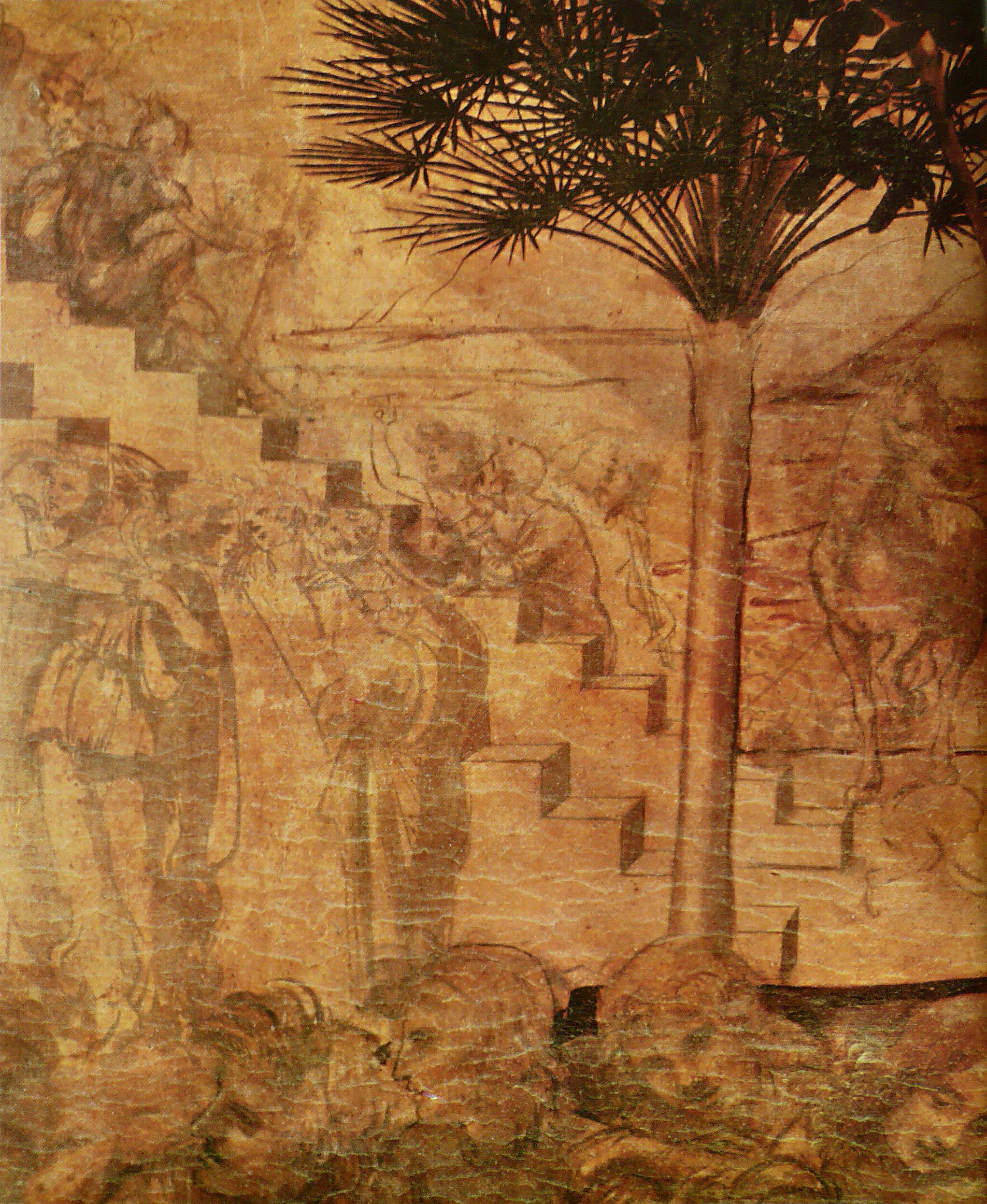
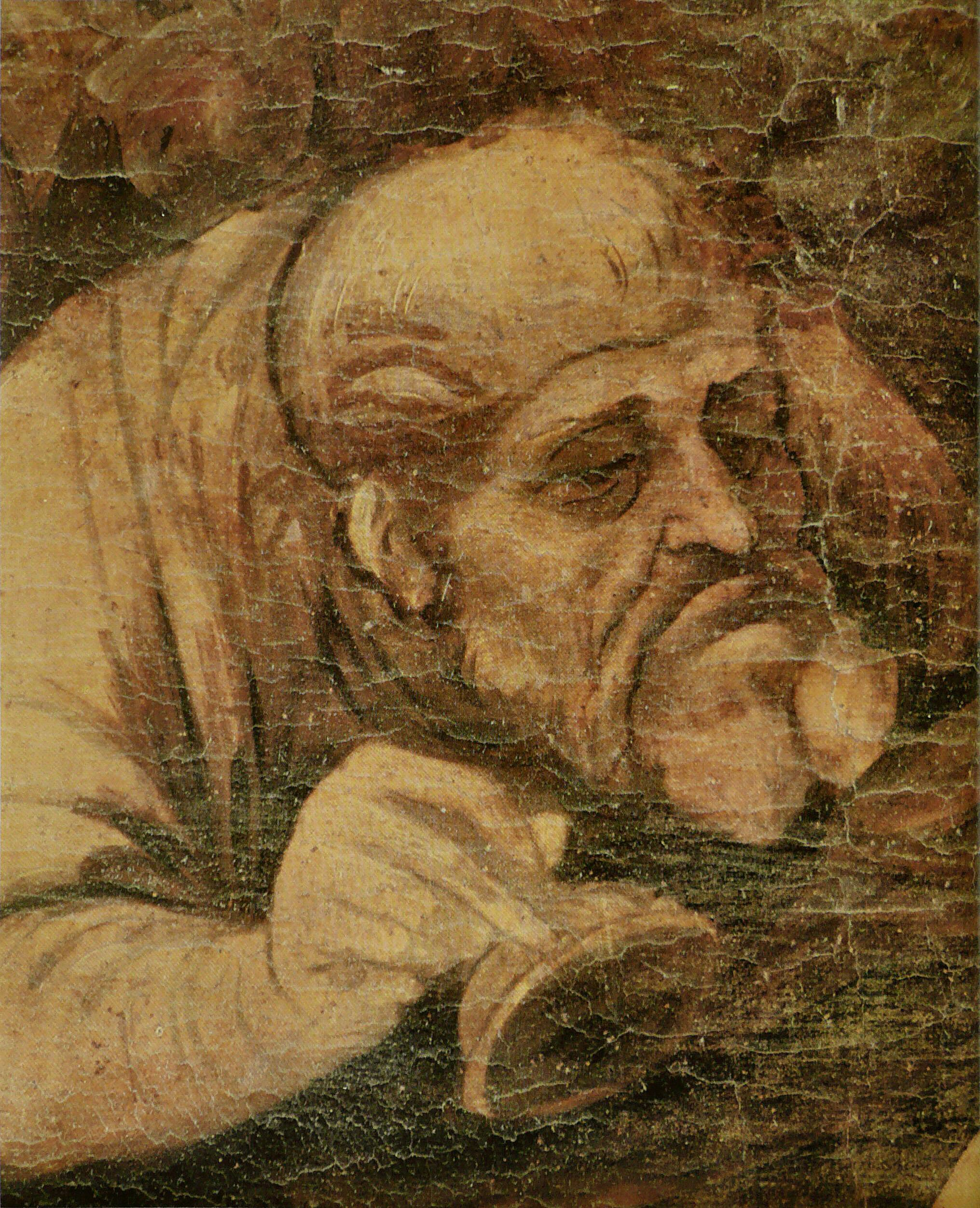